# Parli
Parli är en stad i den indiska delstaten Maharashtra, och tillhör distriktet Bid. Folkmängden uppgick till 90 975 invånare vid folkräkningen 2011.